# Ernest Le Guerranic
Ernest Le Guerrannic, né Alphonse Ernest Le Guerrannic le 13 octobre 1831 au Conquet (Finistère) et décédé en décembre 1915 à Saint-Brieuc, est un architecte français qui a construit au moins une quarantaine d'édifices religieux dans le Finistère, puis les Côtes-du-Nord (aujourd'hui Côtes-d'Armor) dans la seconde moitié du XIXe siècle.

## Biographie
Fils de Jean-Marie Le Guerranic, négociant en vins et armateur, à plusieurs reprises maire du Conquet entre 1801 et 1837, et de Marie Jeanne Mélanie Provost, il est entre 1874 et 1886 architecte de l'arrondissement de Brest, succédant à Gustave Bigot, et réalise 26 chantiers recensés dans le Finistère, la plupart dans le nord du département. Entre 1885 et 1904, il travaille également dans les Côtes-du-Nord où il est responsable de la construction d'au moins 14 édifices, la plupart religieux.

## Son œuvre

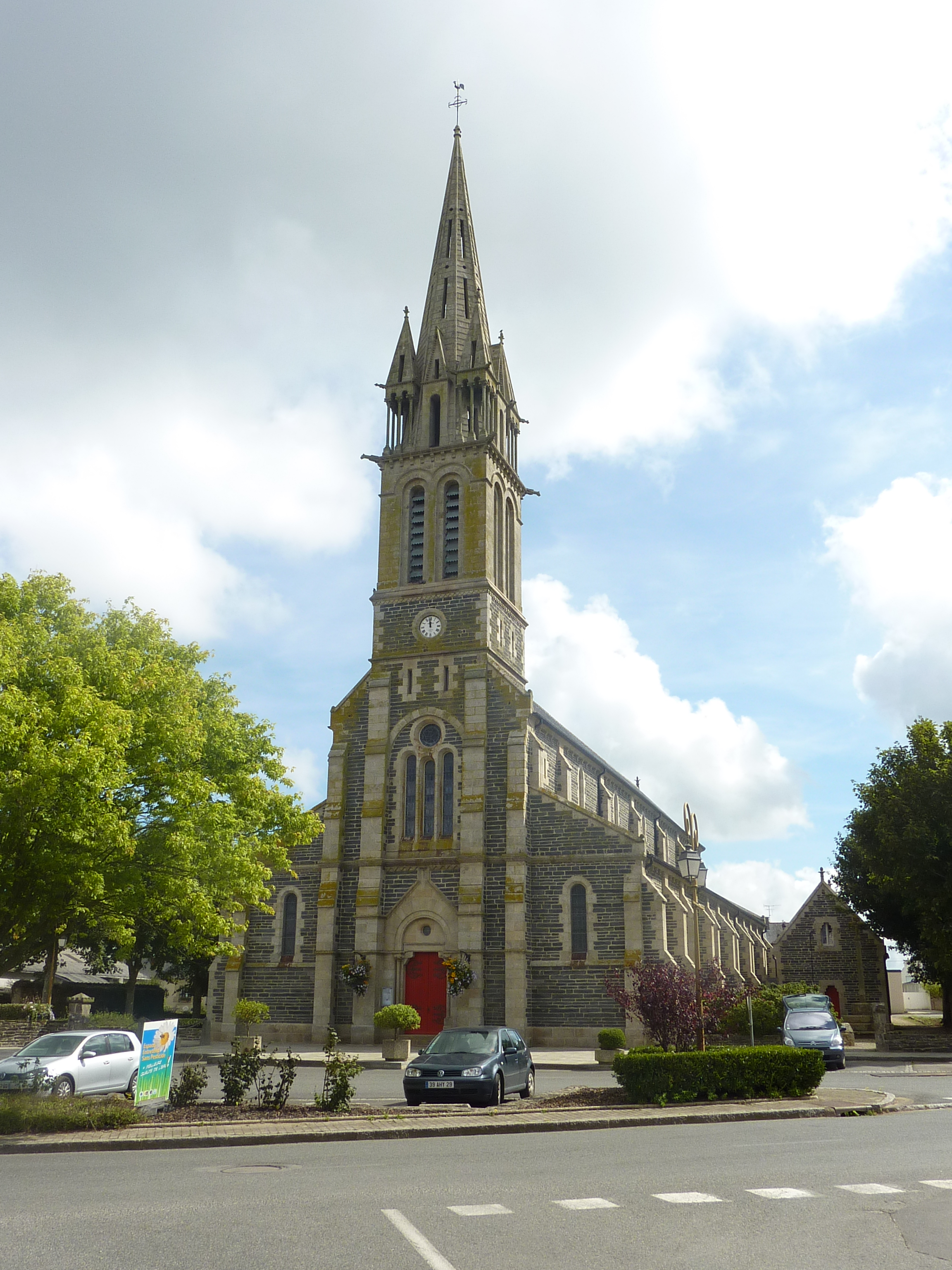
L'église paroissiale Saint-Pierre de Taulé

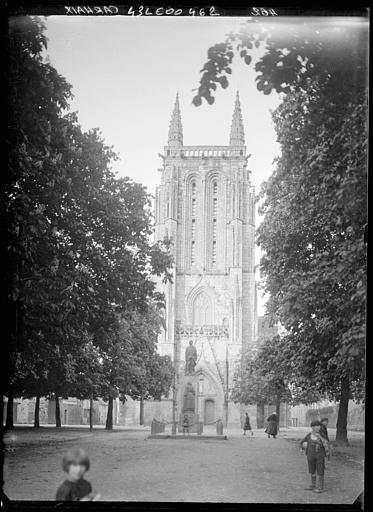
L'église Saint-Trémeur de Carhaix au début du XXe siècle

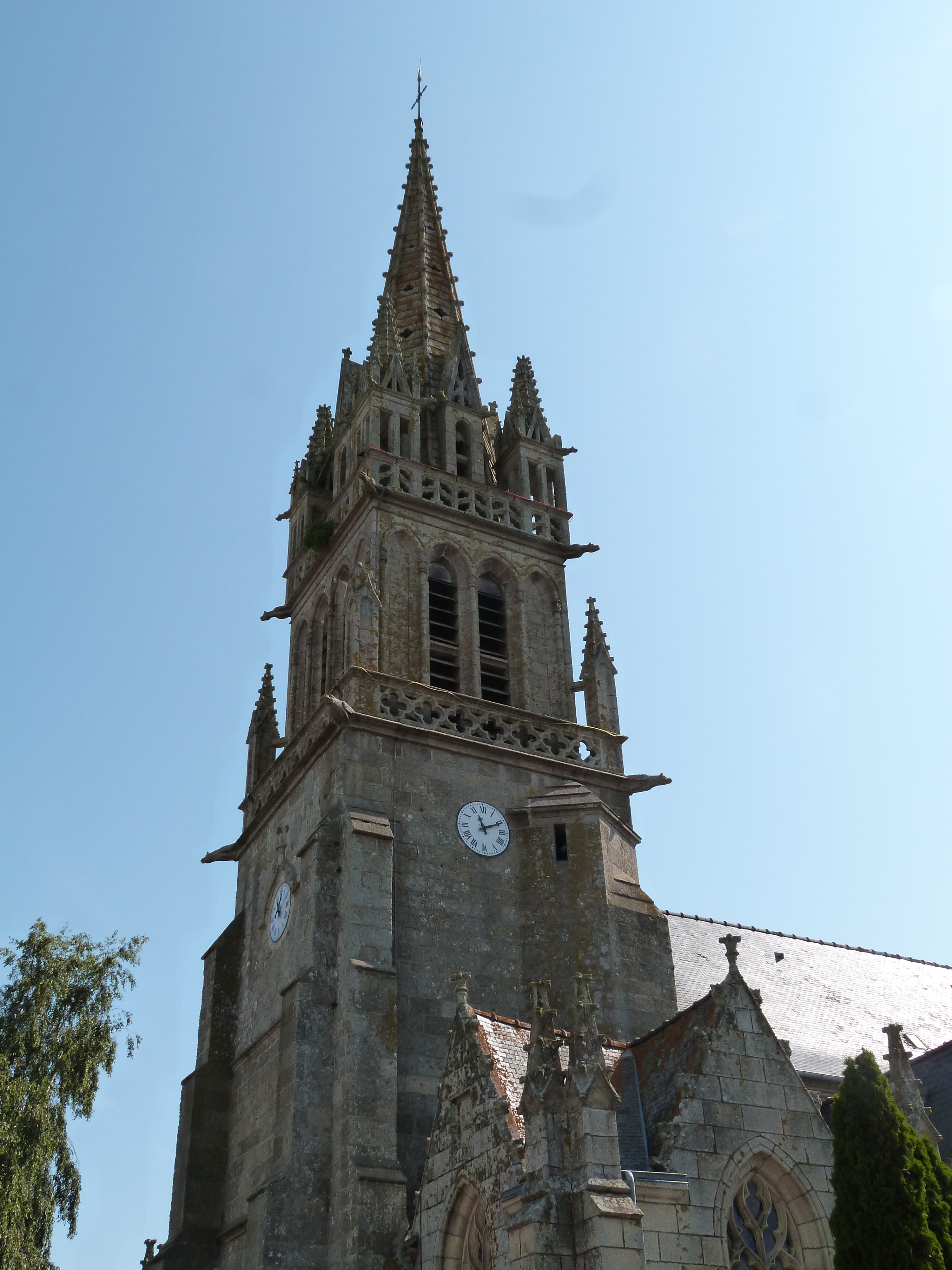
L'église de Quemper-Guézennec

Parmi ses 26 édifices religieux recensés dans le Finistère, Ernest Le Guerrannic a construit 2 églises de style néoclassique, 18 de style néogothique et 6 de style néoroman, mais certains sont de style mixte : la chapelle Notre-Dame-des-Portes à Châteauneuf-du-Faou par exemple mêle les styles néoroman et néogothique.
- Liste (incomplète) de son œuvre :
  - 1856 : reconstruction de la flèche de l'église Saint-Paul-Aurélien de Lampaul-Ploudalmézeau, endommagée par la foudre.
  - vers 1856 : collabore à la reconstruction de l'église du Conquet dont l'architecte est Joseph Bigot.
  - 1876 - 1892 : Église Saint-Nicolas de Saint-Thonan.
  - 1876 - 1877 : Église Saint-Mathurin de Pleuven.
  - 1877 - 1879 : Église Notre Dame des Sept Douleurs de Garlan.
  - 1885 : Église paroissiale de Plévin.
  - 1886 : Église paroissiale Saint-Trémeur de Carhaix
  - 1892 : reconstruction de la chapelle Notre-Dame-des-Portes à Châteauneuf-du-Faou.
  - 1892 : Église Saint-Pierre de Plounez.
  - 1893 : Église Saint-Louis de Treffrin.
  - 1897 - 1899 : église Saint-Cast de Saint-Cast.
  - 1898 : Église Notre-Dame-du-Relecq au Relecq-Kerhuon.
  - 1900 : Église Saint-Cieux de Lancieux.
  - 1900 : Calvaire des Bretons à Lourdes.
  - 1904 : Église paroissiale de Hénanbihen.
  - 1904 : Lanmeur, église paroissiale Saint-Mélar[4].
  - 1904 : Église paroissiale de Taulé[5].
  - 1910 : Église Notre-Dame de Bonne-Nouvelle de Paimpol.
  - Église Saint-Budoc de Plourin.
  - Église de Landunvez.
  - Église Notre-Dame-de-la-Consolation du Vieux-marché.
  - Église de Plouëc-du-Trieux.
  - Église de Plouigneau.
  - Église Saint-Pierre de Quemper-Guézennec.